# 1985年鐵路
此條目列出1985年發生有關鐵路運輸的事件。

## 事件

### 1月
- 1月9日：北九州高速鐵道小倉線通車。
- 1月14日：京元線加設石溪站。

### 2月
- 2月7日：東京單軌電車羽田線加設昭和島站。
- 2月9日：莫斯科地鐵高爾基－河畔線奥列霍沃站重開。
- 2月15日：九廣鐵路英段（現為東鐵綫）火炭車站啟用。

### 3月
- 3月2日：阿雷格里港地鐵1號線通車。
- 3月3日：福岡市地下鐵1號線博多站永久站啟用。
- 3月11日：勒西腓地鐵1號線通車。
- 3月14日：東北新幹線由大宮站南延至上野站並開設水澤江刺站和新花卷站，鹿島臨海鐵道大洗鹿島線通車，橫濱市營地下鐵1號線由上永谷站延長至舞岡站，3號線由橫濱站延長至新橫濱站。
- 3月22日：多倫多地鐵士嘉堡輕鐵通車，來往堅尼地站至麥高雲站。

### 4月
- 4月1日：相生線、渚滑線、萬字線、彌彥線部分路段、倉吉線、室木線、香月線、勝田線、添田線、矢部線停運，北條線、三木線分別交由北條鐵道和三木鐵道營運，蒲原鐵道線（日语：蒲原鉄道線）停運。
- 4月5日：大阪市營地下鐵中央線由深江橋站延長至長田站。
- 4月20日：首爾地鐵4號線上溪站至三仙橋站通車。
- 4月25日：西武鐵道山口線以導引軌條式鐵路通車，輕便鐵路停運。
- 4月25日：首都圈電鐵1號線由城北站北延至倉洞站。
- 4月28日：費城地鐵機場線（英语：Airport Line (SEPTA)）通車。

### 5月
- 5月1日：加悅鐵道（日语：加悅鉄道）停運。
- 5月12日：馬尼拉輕軌1號線通車。
- 5月31日：香港地鐵（現為港鐵）港島綫金鐘站至柴灣站通車[1][2]。

### 6月
- 6月18日：神戶市營地下鐵山手線由大倉山站延長至新神戶站，西神延伸線由名谷站延長至學園都市站。

### 7月
- 7月1日：岩內線、興濱北線停運、大畑線交由下北交通營運。
- 7月12日：首爾地鐵3號線舊把撥站至獨立門站通車。
- 7月15日：興濱南線停運。
- 7月15日：臺鐵南迴線延長至知本車站。
- 7月19日：釜山都市鐵道1號線通車。

### 9月
- 9月7日：莫斯科地鐵高爾基－河畔線由奥列霍沃站延長至赤卫队站。
- 9月17日：美幸線停運。
- 9月30日：埼京線通車，川越線電氣化，開始直通運行。

### 10月
- 10月1日：矢島線交由由利高原鐵道營運，鹿兒島市電伊敷線（日语：鹿児島市電伊敷線）與上町線（日语：鹿児島市電上町線）停運。
- 10月1日：九廣鐵路英段（現為東鐵綫）完成重建馬場車站。
- 10月18日：首爾地鐵3號線獨立門站至良才站通車，首爾地鐵4號線三仙橋站至舍堂站通車。
- 10月20日：西日本鐵道重整路線。

### 11月
- 11月2日：布拉格地鐵B線通車。
- 11月5日：手宮線停運。
- 11月9日：第比利斯地鐵阿克梅特里-瓦提特里線由薩姆戈里站（英语：Samgori (Tbilisi Metro)）延長至瓦提特里站（英语：Varketili (Tbilisi Metro)），16日由迪杜貝站（英语：Didube (Tbilisi Metro)）延長至TEVZ站（英语：Guramishvili (Tbilisi Metro)）。
- 11月16日：明知線交由明知鐵道營運。
- 11月20日：下諾夫哥羅德地鐵汽車廠線（英语：Line 1 (Nizhny Novgorod Metro)）通車。

### 12月
- 12月11日：溫哥華架空列車博覽線通車。
- 12月30日：聖彼得堡地鐵右岸線通車，來往亞歷山大·涅夫斯基廣場站至布爾什維克大道站。